# Hernán Cullen Ayerza
Hernán Cullen Ayerza (Buenos Aires, 22 de diciembre de 1879-ibídem, 11 de mayo de 1936) fue un escultor argentino, abogado y diplomático que contribuyó a la formación de creadores plásticos y fue el autor, entre otros, del monumento al ingeniero Emilio Mitre y a Jorge Newbery.

## Biografía

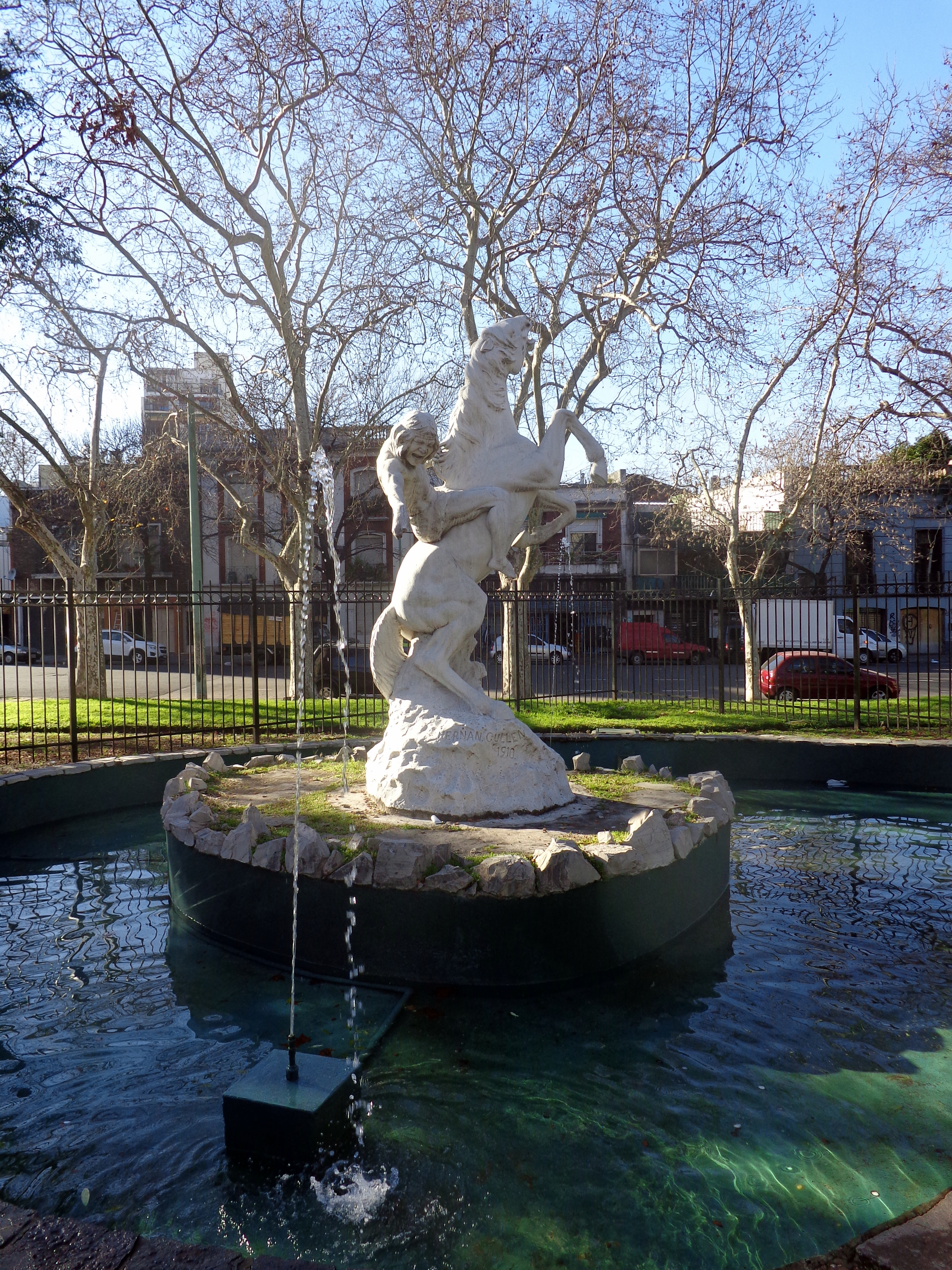
El aborigen, en Parque España (Buenos Aires).

Estudió en la Facultad de Derecho de la Universidad de Buenos Aires, y se recibió con la tesis Socialismo católico basado en la Encíclica Rerum Novarum de León XIII pero su gran vocación era la escultura.
Como secretario de la embajada argentina en Roma, viajó a esa ciudad, donde estudió escultura como discípulo del italiano Ernesto Biondi, para luego regresar a su país en 1912. Fue quien gestionó la llegada al país del calco de la obra de Biondi, Saturnalia.
El Gobierno Nacional le confió junto a otros la fundación de la Escuela de Artes y Oficios, actual Escuela Nacional de Arte Manuel Belgrano, de la cual fue su primer director. Allí se dedicó a la enseñanza.
Fue uno de los fundadores de "El Templo" (1914), que ayudó a canalizar las aspiraciones de los jóvenes artistas.
Fue ganador, en 1915, del concurso para la realización del Monumento a Jorge Newbery, que se halla en el Cementerio de la Chacarita, en Buenos Aires. La obra recurre a una representación de carácter simbólico, haciendo referencia a la mitología griega, tomando a Ícaro como centro fundamental de la composición. Por diversos motivos, entre ellos económicos, la obra fue emplazada recién en 1936, y Cullen ya había muerto, sin ver siquiera realizada la fundición en bronce de las piezas de yeso, que se concluyó en julio de ese año.
Otras de sus obras importantes fue el Monumento a Emilio Mitre, emplazado en la Plaza San Martín de Tours de Buenos Aires; y El aborigen, encargada por el intendente de la Ciudad de Buenos Aires, que fue realizada en Italia y estuvo mucho tiempo expuesta en un sitio de preferencia de la ciudad de Roma. Desde 1961 se encuentra emplazada en Parque España, en Buenos Aires, después de haber estado en la Plaza Miserere desde 1912 hasta 1928, en la Plaza Garay hasta 1958, y en un depósito municipal por la rotura de la lanza y de la mano hasta 1961. En 1930 le fue encargada una escultura en homenaje a Joaquin V. Gonzalez primer rector de la Universidad Nacional de La Plata, actualmente puede verse en los jardines de la entrada al Rectorado de la Universidad Nacional de La Plata.